# Hinteres (Neues) Schloss Küps

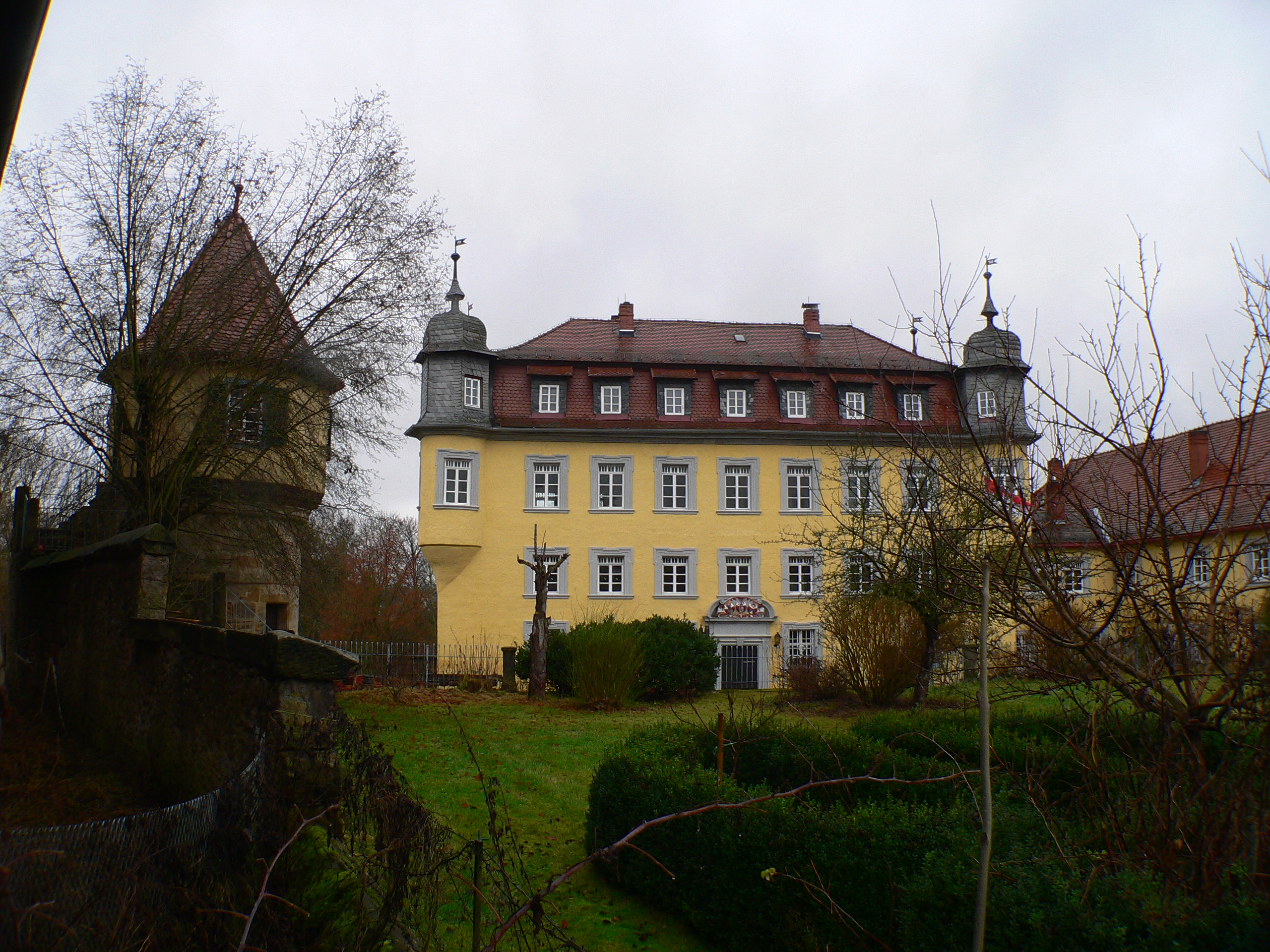
Hinteres oder Neues Schloss Küps

Als  Neues oder auch Hinteres Schloss wird einer von drei ehemaligen Adelssitzen in der Ortslage des Marktes Küps im Landkreis Kronach in Oberfranken im Freistaat Bayern bezeichnet.

## Geographische Lage
Der Markt Küps liegt mitten in der ausgedehnten Tallandschaft der mittleren Rodach. Als Gründer der Siedlung auf dem Berghang am linken Rodachufer gelten von Osten eingewanderte Slawen. Vorgeschichtliche Funde weisen auf eine frühere Besiedlung der Gegend durch Kelten hin. Die günstige Lage des Ortes an der Rodach, die im Mittelalter als Transportweg diente, begründete die Anlage von vier Adelssitzen.
So entstanden 1151 die Anfänge des Alten oder Mittleren Schlosses, um 1400 dessen erste Bauten Am Plan 14. Vor 1521 ist ein befestigter Hof (Hofgut Melanger) und noch vor 1540 das Obere Schloss auf dem höchsten Punkt des Ortes nachgewiesen.
Während das Hofgut Melanger 1668 bereits als abgegangen bezeichnet wurde, bestehen die drei anderen Adelssitze in Ortslage noch. Sechs weitere entstanden vom 13. bis 18. Jahrhundert in der unmittelbaren Umgebung von Küps: die Schlösser in Oberlangenstadt, Hain, Schmölz, Theisenort, das Wasserschloss Tüschnitz sowie die Alte Kemenate in Nagel. Alle liegen oder lagen im heutigen Gebiet des Marktes Küps.
150 Meter südwestlich der Pfarrkirche St. Johann in Küps befindet sich der Platz Am Plan und in dessen westlichem Teil das Neue Schloss der Freiherren von Redwitz.

## Geschichte
Zum Beginn des 14. Jahrhunderts entstanden die ersten Bauten einer befestigten Hofanlage an der Stelle des heutigen Neuen Schlosses durch die Ritter Johannes und Hermanus von Redwitz, die 1302 auch die erste Kirche in Küps bauen ließen. 1495 gab Heinrich von Redwitz das Anwesen Friedrich II. von Brandenburg-Ansbach-Kulmbach zu Lehen.
Im Bauernkrieg 1525 wurde das Anwesen stark in Mitleidenschaft gezogen. Die Brandenburger tauschten es daraufhin 1538 gegen Streitberg in der Fränkischen Schweiz, das im Besitz des Hochstifts Bamberg war. Kurz darauf, im Zweiten Markgrafenkrieg (1552 bis 1554), wurde das Schloss weitgehend zerstört. Erst nach 1600 begannen zaghafte Wiederaufbauten zunächst in Form von vier Türmen. Nachdem das Lehen mit den Bambergern aufgelöst worden war, leitete Carl Siegmund Philipp von Redwitz 1730 die Bauperiode ein, die dem heutigen Bestand sein Aussehen und dem Neuen Schloss den Namen gab.
Gegen Ende des 18. Jahrhunderts begann durch finanzielle Enge und Erbauseinandersetzungen innerhalb der Familie der Ausverkauf der redwitzschen Besitztümer. Dabei wurde im Jahre 1811 das Neue Schloss geteilt. Eine Hälfte fiel an den Generalvikarius von Ansbach, Joseph von Redwitz, der seinen Anteil umgehend an den damaligen Küpser Amtmann Günther verkaufte. Wenige Jahre später ging die zweite Hälfte wieder an die Redwitz-Küpser Herren zurück. 1877 war von den zwölf Schlössern, die einst zwischen Main und Frankenwald Eigentum derer von Redwitz waren, nur noch das Neue Schloss in Küps mit etwas Grund im Besitz der Familie. Heute besitzt, bewohnt und verwaltet Alexandra von Herwarth, Tochter der letzten Schlossherrin, Elisabeth Freiin von Redwitz, das Anwesen.

## Bauten
Die Schlossanlage besteht im Wesentlichen aus dem in Südwestflucht ausgerichteten Hauptflügel, der durch einen Verbindungsbau vom rechtwinklig angesetzten Seitenflügel aus zu erreichen ist. An den Seitenflügel, in dem sich der Durchgang zum Schlosshof befindet, schließt sich eine Einfriedungsmauer an, die den fast quadratischen Innenbereich vom Schlossvorplatz sowie von den Knechtshäusern und einem Bauernhaus südlich des Schlosses trennt. In die Mauer sind zwei angedeutete Wehrtürme eingelassen.

### Hauptflügel
Der schmale, viergeschossige Hauptflügel mit seinen zwei auf sieben Fensterachsen steht mit seiner Nordwestseite unmittelbar am steilen Abhang zur Rodach. Der ursprünglich spätmittelalterliche Bau wurde vor seinem Umbau 1730 als „adeliger Ansitz der Edlen von Redwitz-Küps mit Türmen und darumb geführten Ringmauern mit Vorhof, Vihehäusern, Stallungen, Voigtshaus und Garten“ beschrieben. Von den erwähnten Wehrtürmen sind zwei als Stümpfe an der Rodachseite, ein weiterer als Grundmauer des „Eisturms“ erhalten.
Im Verlauf der von Freiherr C. S. Philipp von Redwitz 1730 eingeleiteten Um- und Ausbaumaßnahmen ließ er auf den bestehenden dreigeschossigen Bau ein Mansardengeschoss aufsetzen. Gleichzeitig wurden die vier runden Eckerker über die Dachtraufen hinaus sechseckig erhöht und mit geschweiften Sechseck-Kuppeln abgeschlossen. Bei diesem Umbau erhielten alle Fenster gleichmäßige, profilierte Sandsteinrahmungen.
In der Mitte der Hofseite des Hauptflügels befindet sich das Eingangsportal, in dessen gesprengten Segmentgiebel eine Relieftafel eingefügt ist. Sie zeigt das Wappen von C. S. Philipp von Redwitz sowie die von Dorothea Eleonora von Künsberg und Maria Rosina von Guttenberg, mit denen der Freiherr nacheinander verheiratet war.
Zwischen 1730 und 1740 schufen Johann Jakob Vogel (Stuckateur) und sein Sohn Franz Jakob für eine Reihe von Innenräumen hervorragende Stuckaturen, die in handwerklicher Qualität und künstlerischer Gestaltung ihren bisherigen Arbeiten in der Bamberger Residenz und in den Schlössern Seehof, Wiesentheid und Greifenstein nicht nachstehen.
So ist die Decke eines der Eckzimmer im ersten Obergeschoss mit einem Band- und Gitterwerk versehen, das in den vier Ecken von allegorischen Büsten der Jahreszeiten getragen wird. Ein anderer Raum zeigt ähnliche Régenceornamente mit virtuos gestalteten Vogelallegorien und im Musikzimmer des zweiten Obergeschosses befinden sich Hohlkehlen mit aus ihnen herausragenden Instrumenten, während die Deckenfläche mit Band-, Laub-, Blüten- und Vogelzierat ausgearbeitet ist. Im Stuck der Decke des großen Jagdsaals im selben Stockwerk sind zahlreiche Jagdszenen mit Waldtieren herausgearbeitet.

### Seitenflügel

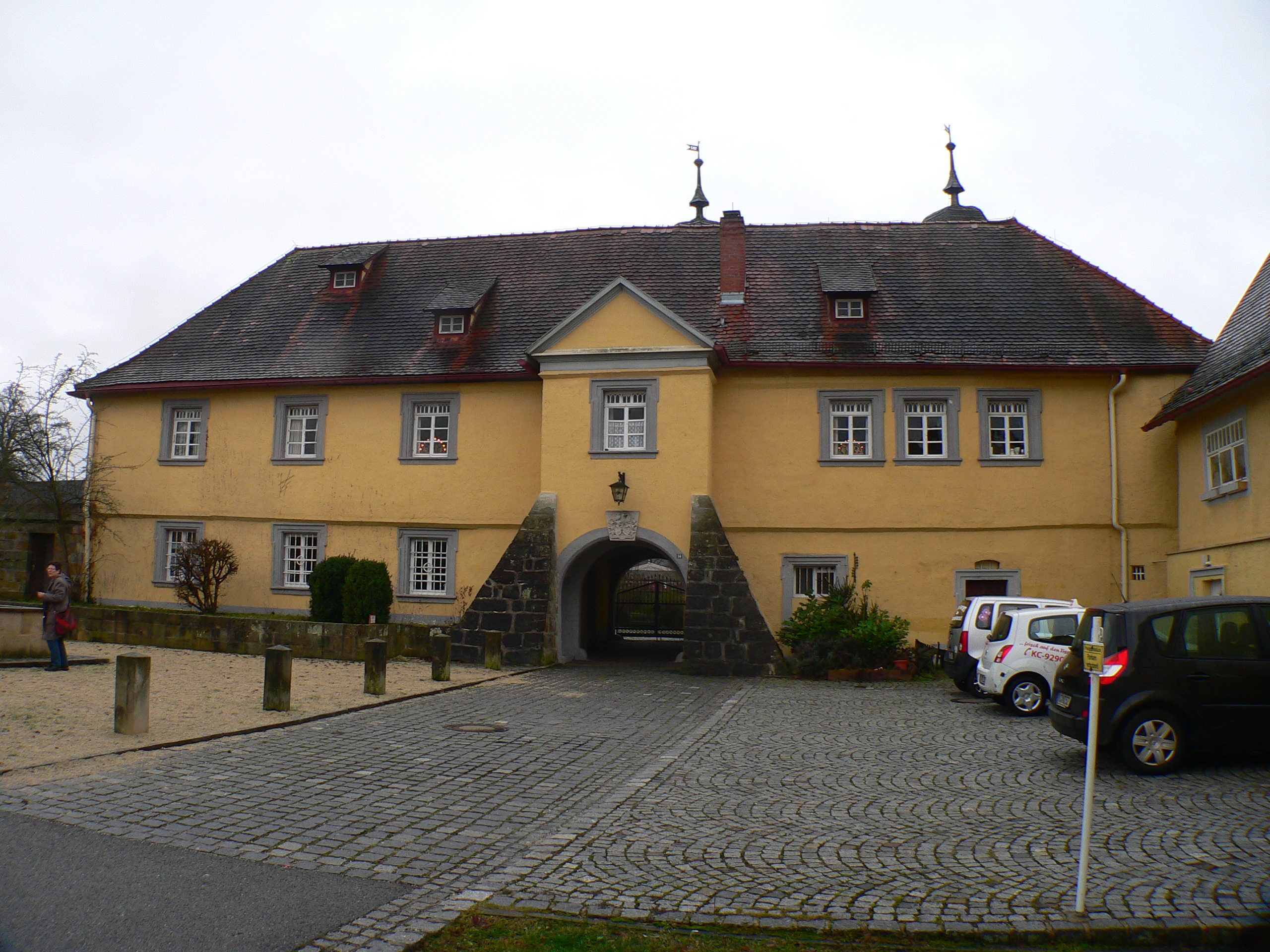
Seitenflügel

Der im rechten Winkel östlich vor die Schmalseite des Hauptflügels freistehend gesetzte Seitenflügel wird auch als „Torbau“ bezeichnet. Der zweigeschossige Walmdachbau entstand im Kern um 1400 und ist somit als ältester erhaltener Teil des Neuen Schlosses anzusehen. In einem kräftig vorspringenden Mittelrisaliten mit klassizistischem Dreiecksgiebel auf der Schlossvorhofseite (Am Plan) befindet sich die Tordurchfahrt zum Innenhof.
Im östlichen Torbau wurde um 1730 eine mit Muschelwerk geschmückte Kapelle eingebaut, die im 19. Jahrhundert einer weltlichen Nutzung zugeführt wurde. Unter dieser ehemaligen Kapelle wie auch unter dem Südteil des Hauptflügels befinden sich tonnengewölbte Keller. Sie sollen der Überlieferung nach zu einem unterirdischen Gängesystem gehören, das im 15. Jahrhundert den Ursprungsbau des Neuen Schlosses mit anderen Redwitzschen Besitztümern in der Umgebung verbunden haben soll.
Seit etwa 1730 waren Haupt- und Seitenflügel im ersten Obergeschoss durch einen schmalen, brückenähnlichen Übergang miteinander verbunden. 1916 entstand an seiner Stelle der heutige zweigeschossige Verbindungsbau zwischen den beiden Schlossteilen.

### Einfriedungen

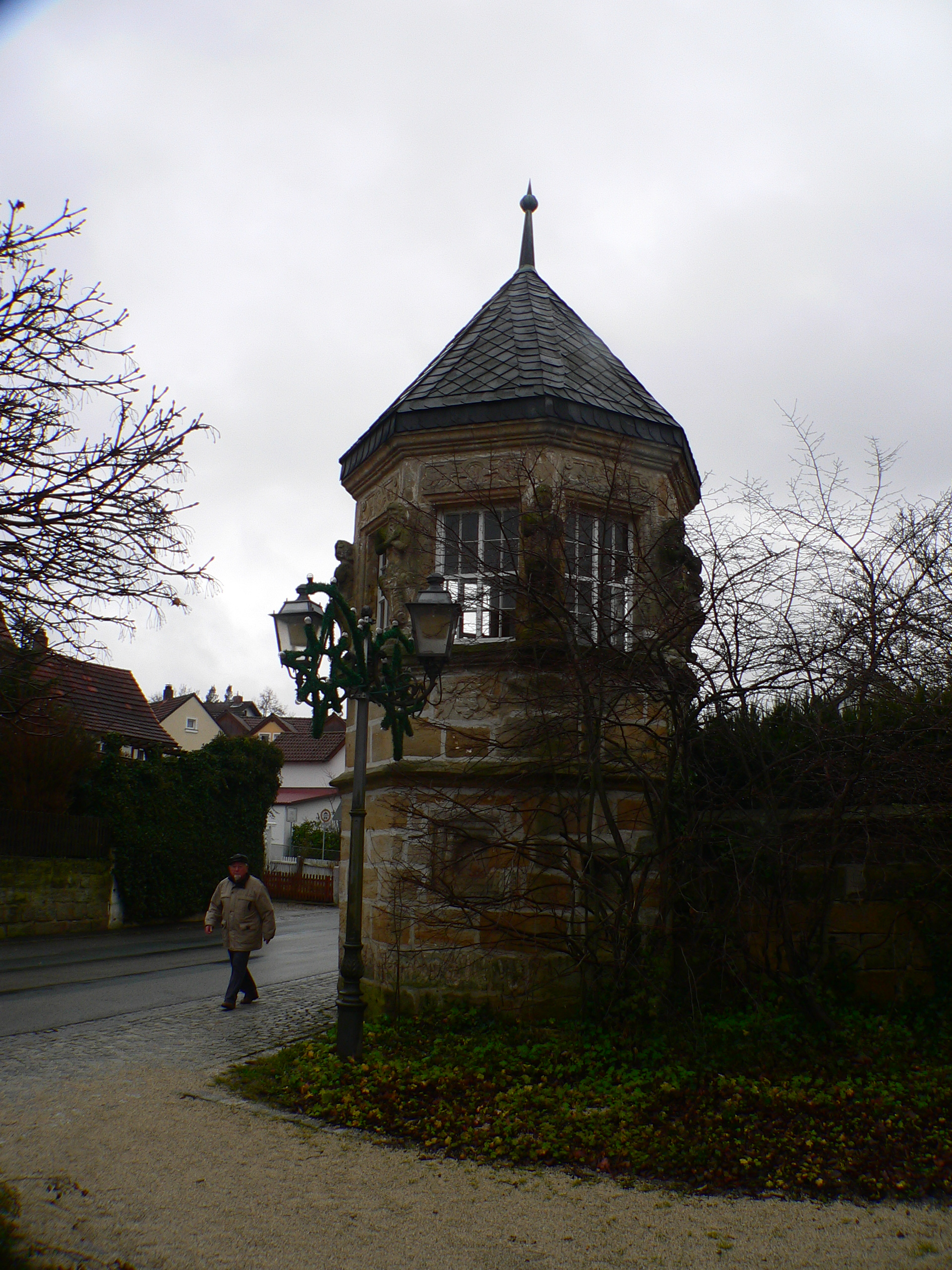
„Plantürmchen“

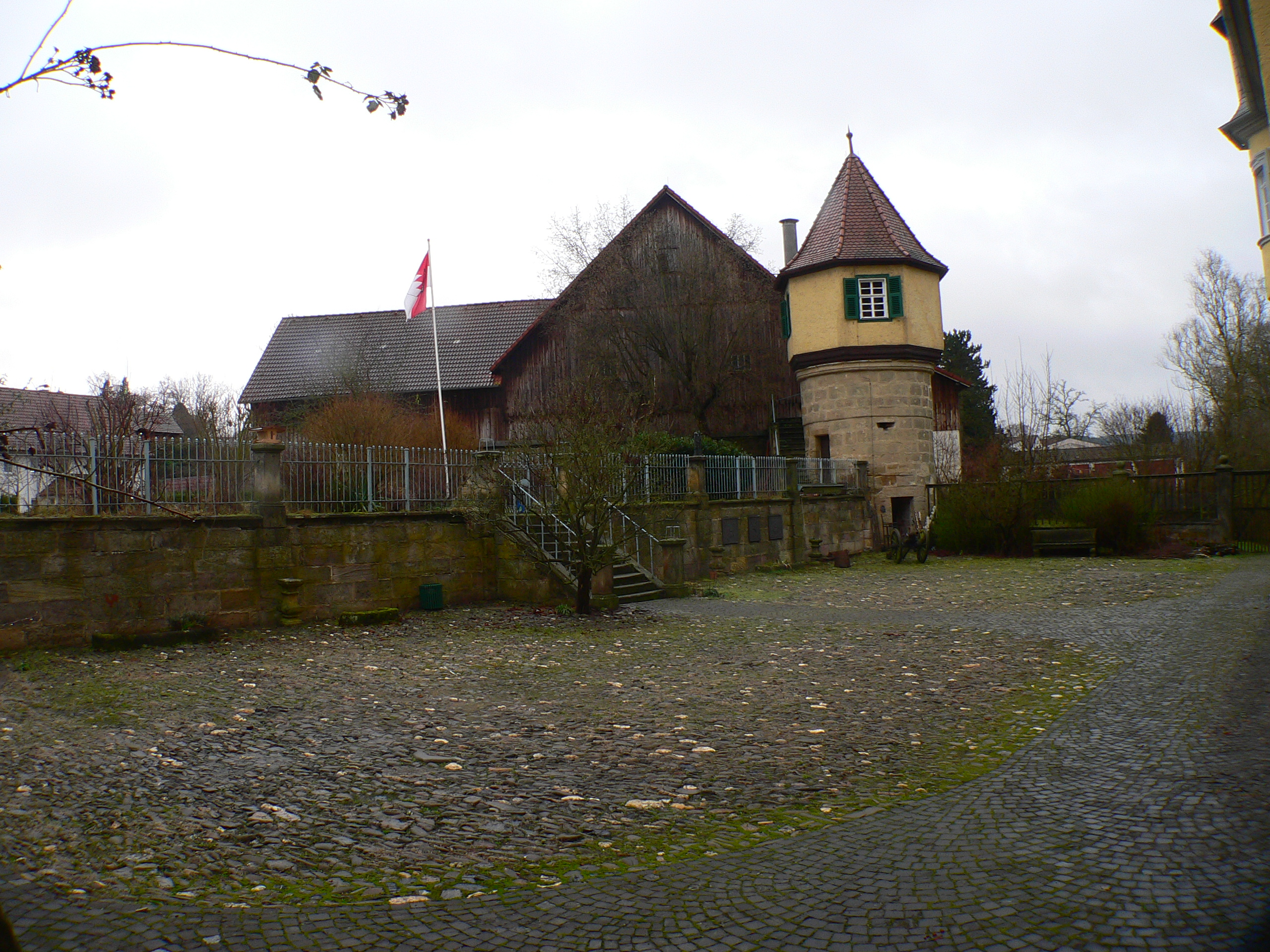
„Eisturm“

Der Schlosshof ist von einer ehemals höheren Mauer aus Sandsteinquadern umgeben. Der nordöstliche Mauerabschnitt wurde 1963 mitsamt dem „Plantürmchen“ um 100 Meter nach Südwesten verschoben, wodurch der Schlossvorhof Am Plan deutlich an Weite gewann. Das achteckige Plantürmchen an der Ostecke der Einfriedung täuscht mit seinen Schießscharten im Unterbau Wehrhaftigkeit vor. Das Obergeschoss mit seinem verschieferten Zeltdach, das auf schmalen Mauerteilen mit Stein-Halbfiguren bärtiger Männer ruht, wirkt eher wie ein Lustpavillon der Spätrenaissance. Die Entstehung dieses oberen Turmteils datiert ein eingelassenes Wappen des Emmeran Ernst von Redwitz auf 1610 bis 1615.
Im nördlichen Drittel der südwestlichen Mauer wird diese durch den „Eisturm“ unterbrochen. Der obere Teil des dreigeschossigen runden Wehrturms mit T-förmiger Schießscharte stammt aus der Zeit um 1610, wie das angebrachte Allianzwappen von Emmeran Ernst von Redwitz und Catharina von Streitberg deuten lässt. Ein achtseitiges, geschweift auslaufendes Zeltdach bedeckt den Eisturm, das Wahrzeichen von Küps, der im Stadtwappen abgebildet ist. An die nordöstliche Hofmauer schließt sich unmittelbar der nördliche Seitenflügel, an den westlichen Teil der Hauptflügel an.